# In Aménas
In Aménas (arabisch إن أميناس, In Amīnās) ist eine Stadt in der Provinz Illizi im östlichen Algerien, etwa 30 Kilometer entfernt von der libyschen Grenze. Sie hat etwa 5000 Einwohner. Etwa 45 km westlich befindet sich die Förderanlage des Gasfelds Tiguentourine, das im Januar 2013 Schauplatz der Geiselnahme von In Aménas wurde.